# Laar (Cranendonck)
Laar is een buurtschap in de gemeente Cranendonck in de Nederlandse provincie Noord-Brabant. Zij ligt een kilometer ten zuidwesten van het dorp Maarheeze.
Dorpen: Budel · Budel-Dorplein · Budel-Schoot · Gastel · Maarheeze · Soerendonk

Buurtschappen: Berg · Bosch · Broekkant · Cranendonck · Heikant · Hugten · Keunenhoek · Klein-Schoot · Laar · Locht · Meemortel · Midbuul · Schoordijk · Toom · Winkel

Noord-Brabant: Steden en dorpen      Nederland: Provincies · Gemeenten